# Jason Smith
Jason Matthew Smith, född 3 november 1973 i Calgary, är en pensionerad kanadensisk ishockeyspelare. Smith var en defensiv back och spelade för New Jersey Devils, Toronto Maple Leafs, Edmonton Oilers, Ottawa Senators och Philadelphia Flyers. 
Smith var en utpräglat defensiv back; han var fysiskt stark och bra på att blockera skott. Han var också känd för sitt goda ledarskap, och var lagkapten både i Edmonton Oilers och Philadelphia Flyers.